# 福岡市立堅粕小学校
福岡市立堅粕小学校（ふくおかしりつ かたかすしょうがっこう）は、福岡県福岡市博多区博多駅東一丁目にある公立小学校。

## 歴史
明治22年（1889年）に創立。昭和2年（1927年）には吉塚小学校が、昭和10年（1935年）には東住吉小学校が分離する。その後昭和62年（1987年）とその翌年および平成元年（1989年）の大規模な校舎改修工事、平成5年（1993年）の御笠川大洪水の被害にともなうプールなどの改築工事を経て、現在の姿に至っている。

## 学級
2017年4月1日現在各学年1学級、特別支援教室3教室、通級指導教室4教室、児童数166人

## 通学区域
博多区の以下の地区。
- 堅粕1丁目 - 5丁目（4丁目は一部地域）
- 比恵町
- 博多駅東1丁目 - 3丁目
- 博多駅中央街
- 博多駅前1丁目、2丁目（一部）

博多駅の北東約300mの御笠川左岸に位置する小学校で、博多駅を含む博多駅中央街地区と、駅前西・北西側の博多駅前1,2丁目、駅北側の御笠川両岸域、駅東側の御笠川左岸域を校区とする。博多駅周辺部の博多駅前・博多駅東はオフィスビルやホテル等が多いが、学校周辺と北端の堅粕、南端の比恵町は住宅地である。北西部は御供所町に隣接し、承天寺など寺が多い。
学校の前を国道385号が通り、北の御笠川の対岸を川と並行して国道3号が通る。校区南端部には筑紫通りが通る。
中学校は東光中学校の校区となる。

### 校区内の主な施設
- 博多駅中央街地区の各施設（博多駅・JR博多シティ・博多バスターミナル・KITTE博多・JRJP博多ビル・博多駅地下街・ヨドバシカメラマルチメディア博多店）
- 博多区役所
- 博多警察署
- 博多保健所
- ホテル日航福岡
- 福岡市水道局
- 承天寺
- 福岡合同庁舎
- 福岡県福岡東総合庁舎
- ホテル・THE BASICS FUKUOKA

### 校区が隣接する小学校
- 福岡市立博多小学校
- 福岡市立吉塚小学校
- 福岡市立東光小学校
- 福岡市立東住吉小学校
- 福岡市立春住小学校
- 福岡市立住吉小学校

## 校歌
1948年制定。
- 作詞：林力
- 作曲：石丸寛